# Broström AB
Broström AB är ett av de ledande rederierna i världen för tankfartyg i kem- och produktsegmentet. Huvudkontoret var tidigare beläget i Göteborg men ligger sedan 2012 i Köpenhamn. Flottan består kommersiellt av närmare 80 fartyg i mindre storlekar och klasser, upp till 25 000 dödviktston. 

## Historik
Bolaget är ursprungligen AB Shipinvest som genom diverse uppköp av andra rederier under 1980-talet växt. 1990 bildades bolaget United Tankers i samarbete med Erik Thun AB. 1992 köptes Broströms Rederi AB (som före 1976 hetat Ångartygs AB Tirfing) och Shipinvest bytte namn till Broström. Namnändring 2000 till Broström Shipping AB och ägare blev 2009 A.P. Møller Mærsk Group.

## Fartyg
Danskflaggade
- Bro Anton
- Bro Atland
- Bro Deliverer
- Bro Designer
- Bro Developer
- Bro Distributor
- Bro Juno
- Bro Premium
- Bro Priority
- Bro Promotion
- Bro Provider

Nederländsk flagg
- Bro Anna
- Bro Agnes
- Bro Alma
- Bro Globe
- Bro Galaxy
- Bro Gemini
- Bro Genius
- Bro Granite
- Bro Gratitude
- Bro Glory
- Bro Grace
- Bro Goliath
- Bro Gothia
- Bro Garland
- Bro Gazelle